# Otto Waalkes
Otto Gerhard Waalkes, souvent appelé simplement Otto, né le 22 juillet 1948 à Emden, est un humoriste, chanteur, acteur, réalisateur et dessinateur de bandes dessinées allemand.

## Biographie
Il est le second fils du peintre Karl Waalkes et de son épouse Adele Lüpkes. Il grandit avec son frère aîné Karl-Heinz dans le quartier de Transvaal. Les parents sont de fervents baptistes, il fréquente l'École du dimanche. Il se produit la première fois en public à l'âge de onze ans dans un grand magasin et remporte un bon de réduction et le livre Les Révoltés de la Bounty. À douze, il a sa première guitare et, à seize, il est le leader de son premier groupe "The Rustlers" qui reprend The Beatles.
En 1968, il obtient son abitur. En 1970, il va à la Hochschule für bildende Künste Hamburg où Hans Thiemann (de) est un de ses professeurs. Il fait en même temps ses premières apparitions sur scène, fréquente la Villa Kunterbunt et rencontre entre autres Udo Lindenberg et Marius Müller-Westernhagen.
Pour financer ses études, Otto Waalkes vient avec la guitare dans de petits clubs à Hambourg. Il présente ses chansons avec quelques blagues mais est très nerveux et maladroit lorsqu'il se produit. C'est ainsi qu'il monte des numéros. Il remporte un certain succès.
En 1972, il rencontre son futur manager Hans Otto Mertens, qui produit le premier grand concert des Rustlers. Ils créent leur propre label après avoir été refusé par les grandes maisons de disques. Le premier album Otto se vend à 500 000 exemplaires l'année suivante.

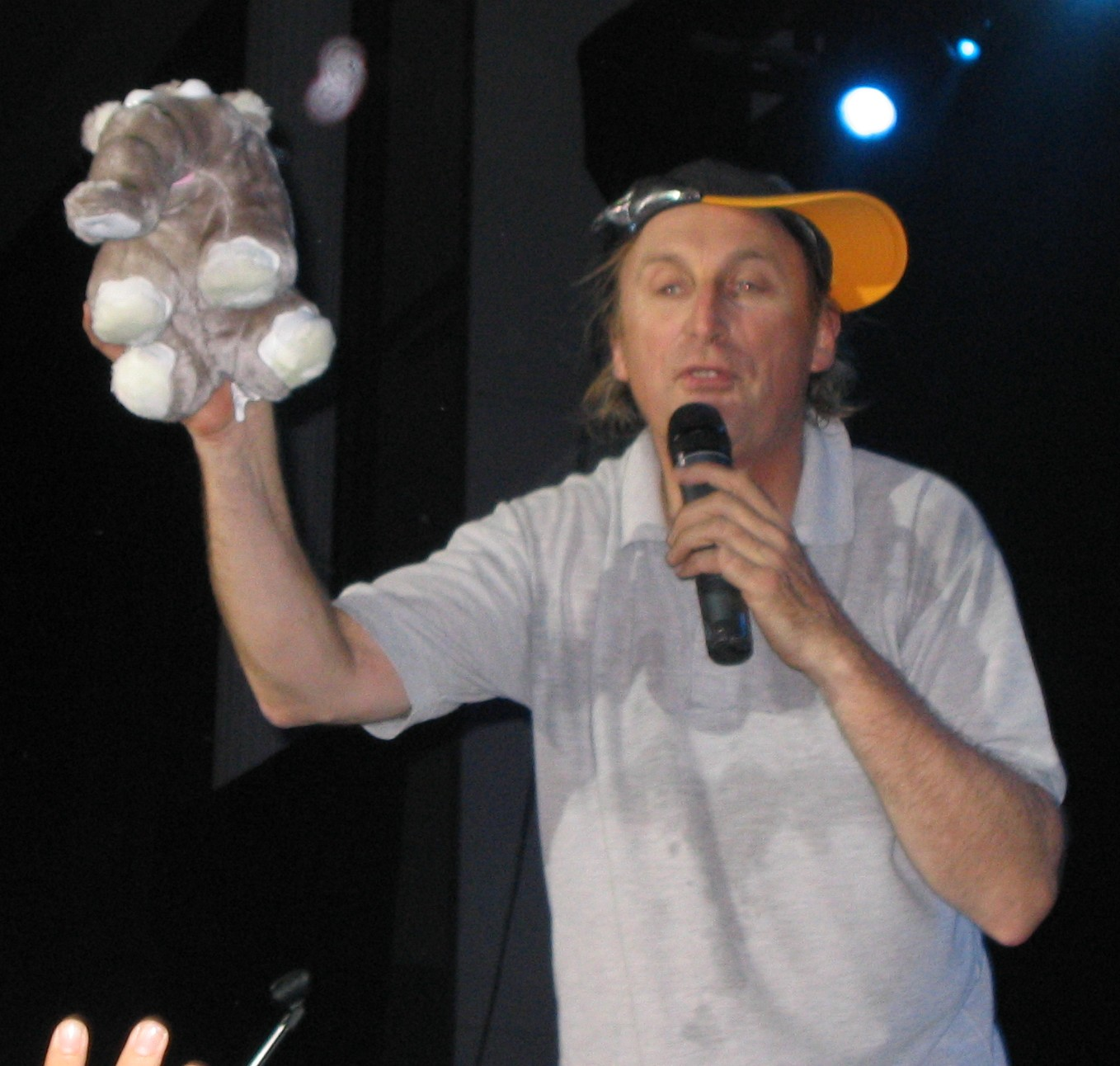
Otto Waalkes avec l'Ottifant

L'humour de Waalkes repose sur les calembours et les jeux de mots stupides ainsi que sur une communication non verbale. Cela passe par des parodies, des réinterprétations de chansons populaires en chantant avec sa guitare. Dans ses interventions humoristiques comme dans ses livres ou ses films, il invite à la satire, aux allusions politiques et à la critique sociale.
Son personnage le plus connu est "l'Ottifant (de)" qui devient le héros de bandes dessinées et de dessins animés.
Dans ses premiers numéros, il se sert de traductions des sketchs de Woody Allen qu'il modifie ou raccourcit.
En 1973, il rencontre Robert Gernhardt qui lui écrit des poèmes humoristiques et parodiques comme ceux qu'il publie dans le magazine satirique pardon. Pour les scénarios des films, ils font appel à Peter Knorr et à Bernd Eilert, aussi collaborateurs à ce journal.
La même année, il présente OTTO SHOW, sa première émission de télévision. L'année suivante, il sort son second album OTTO, die Zweite qui se vend à 250 000 exemplaires. En 1975, il publie un troisième album.
Avec ses spectacles Otto Shows II à VII, il devient l'un des comiques les plus populaires des années 1970 et au début des années 1980. En 1985, il arrête la télévision pour se consacrer au cinéma. Son premier film s'intitule tout simplement Otto – Der Film.
En 1987, il ouvre à Emden "Dat Otto Huus" qui est un musée sur son œuvre et sa carrière.
En 1989, sort le troisième film Otto – Der Außerfriesische (de). Dans le film, Otto habite le phare rouge et jaune de Pilsum, à Krummhörn, ce qui fait de ce monument de la Frise orientale une attraction nationale. Il part en Amérique où vit son ancien manager Hans Otto Mertens pour présenter ses œuvres à Hollywood.
Sur la suggestion de Horst Wendlandt, il fonde le groupe Otto & die Friesenjungs en 1992. Ce groupe joue au festival Rock am Ring en 1995 et au concert de l'an 2000 devant la porte de Brandebourg.
Il revient à la télévision en 1995 avec Otto – Die Serie (de). Dans son programme, il utilise des détournements des films adaptés de livres d'Edgar Wallace, ce qui en fait une émission très chère. Mais après un score élevé à ses débuts, l'émission fait un flop.
En 2004, son film 7 Zwerge – Männer allein im Wald (de) attire six millions de spectateurs dans les salles allemandes. Sa suite, 7 Zwerge – Der Wald ist nicht genug (de), en attire trois deux ans plus tard.
Le 2 octobre 2007, il commence une nouvelle tournée en Allemagne avec un spectacle reprenant ses sketchs qu'il prolonge jusqu'à son soixantième anniversaire.
En 2010, il sort le film Otto’s Eleven (de) (en référence à Ocean's Eleven). Il ne fait qu'un million de spectateurs, bien en deçà des attentes.

## Discographie

### Albums
- 1973 : Otto
- 1974 : Otto (die Zweite)
- 1975 : Oh, Otto
- 1976 : Das vierte Programm
- 1977 : Das Wort zum Montag
- 1978 : Ottocolor
- 1979 : Der ostfriesische Götterbote
- 1981 : Otto versaut Hamburg
- 1983 : Hilfe, Otto kommt!
- 1995 : Die CD – Das Allerbeste
- 1996 : Das Live-Album
- 1998 : … einen hab ich noch!
- 2001 : Ostfriesland und mehr
- 2002 : Only Otto
- 2003 : Otto – Die DVD
- 2004 : Otto – Die ersten 15 Jahre
- 2006 : 100 Jahre Otto
- 2007 : Die Otto-Show
- 2008 : Häppy Otto – Original Friesenmischung

### Singles
- 2006 : Zwergensong
- 2023 : Friesenjung (avec Ski Aggu et Joost Klein)

## Filmographie

### Acteur

#### Cinéma
- 1985 : Otto – Der Film : Otto / Gutes Gewissen / Schlechtes Gewissen / ...
- 1987 : Otto – Der neue Film (de)
- 1989 : Otto – Der Außerfriesische (de) : Otto Gross / Benno Gross
- 1992 : Otto – Der Liebesfilm (de) : Otto / Amor / Karl Masutra / ...
- 1999 : St. Pauli Nacht
- 2000 : Otto – Der Katastrofenfilm : Otto / Baby-Otto / Großvater / ...
- 2001 : Kommando Störtebeker : Bruno Bommel / Papagei (voix)
- 2004 : 7 Zwerge : Bubi / Bubis Mutter (#14) / Bubis Vater (#15) / ...
- 2005 : Siegfried de Sven Unterwaldt : Grille (voix)
- 2006 : 7 Dwarves: The Forest Is Not Enough : Bubi
- 2010 : Otto's Eleven : Otto
- 2014 : The Seventh Dwarf : Bubi (voix)
- 2015 : Au secours ! J'ai rétréci ma prof (Hilfe, ich hab meine Lehrerin geschrumpft) de Sven Unterwaldt : Otto Leonhard
- 2015 : Potato Salad : Notrufbeantworter / Harry Hirsch
- 2016 : Der Meisterfälscher - Ein Fall für Beltracchi : Lui-même
- 2018 : Au secours ! J'ai rétréci mes parents (Hilfe, ich hab meine Eltern geschrumpft) de Tim Trageser

#### Courts-métrages
- 2014 : Otto's Traum
- 2015 : Das Zeitkarussell

#### Télévision
Séries télévisées
- 1979-1981 : Bitte umblättern : Lui-même
- 1982 : Ronny's Pop Show : Ronny (voice)
- 1985 : Verstehen Sie Spaß? : Lui-même
- 1990-2014 : Wetten, dass..? : Lui-même / Otto / Harry Hirsch
- 1993 : Ottifanten : Baby Bruno Bommel / Norbert Bosewinkel / Norbert
- 1995 : Heikes Hausbesuch : Lui-même
- 1995 : NDR Talk Show : Lui-même
- 1995 : Otto - Die Serie : Lui-même - Présentateur
- 1995 : Otto - Die Serie : Otto / Baby Otto / Others
- 1995 : RTL Samstag Nacht
- 1996-2003 : Die Harald Schmidt Show : Lui-même
- 2001 : Die große Show der Sieger : Lui-même
- 2002 : Die 80er Jahre Show : Lui-même
- 2002 : Ein Star und seine Stadt : Lui-même
- 2002-2006 : Ein Herz für Kinder : Lui-même
- 2003 : Die 10 Millionen SKL Show : Lui-même
- 2003 : Die 70er Show : Lui-même
- 2003 : Star Search : Jury Member
- 2004 : Alles Atze : Atze
- 2004-2006 : Die Johannes B. Kerner Show : Lui-même
- 2005-2006 : TV total : Lui-même
- 2006 : PISA - Der Ländertest : Lui-même
- 2007 : Genial daneben : Lui-même
- 2007 : Unsere Besten : Lui-même - Invité
- 2008 : Bully sucht die starken Männer! : Lui-même / Der Tod
- 2008 : Der deutsche Comedypreis : Lui-même
- 2008 : Ein Abend für... : Lui-même
- 2009 : Granaten wie wir : Lui-même
- 2009 : Punkt 12 : Lui-même - Sids deutsche Stimme
- 2010 : 100 Prozent : Lui-même
- 2011 : Das Traumschiff : Komponist
- 2011 : Die Harald Schmidt Show : Lui-même
- 2012 : Frag doch mal die Maus : Lui-même / Sid
- 2013 : Verstehen Sie Spaß?
- 2016 : Circus Halligalli : Lui-même

Téléfilms
- 1973 : Die Otto Show : Lui-même
- 1974 : Otto - MCVKIIRVIII : Lui-même / Harry Hirsch
- 1975 : Die Udo Lindenberg-Schau : Marsmensch Gerhard Gösebrecht / Charles Bronson
- 1975 : Otto - Das 3. Programm : Various Roles
- 1976 : Otto IV : Various Roles
- 1977 : Otto V : Various Roles
- 1978 : Die Otto Show VI : Various Roles
- 1979 : Die Otto-Show VII : Various Roles
- 1981 : Ein neues Programm von und mit Otto Waalkes : Various Roles
- 1983 : Hilfe, Otto kommt! : Various Roles
- 2000 : Musik ohne Grenzen : Lui-même
- 2001 : 60 Jahre Karl Dall : Lui-même
- 2002 : Only Otto
- 2004 : Crazy Race 2 - Warum die Mauer wirklich fiel : Wissenschaftler
- 2005 : Der Kaiser wird 60 - Die Franz-Beckenbauer-Gala : Lui-même
- 2005 : Typisch deutsch? : Lui-même
- 2006 : 50 Jahre Bravo - Die größte Geburtstagsparty des Jahres : Lui-même
- 2008 : Happy Otto! Wir haben Grund zum Feiern... : Lui-même / Various Characters
- 2009 : 100 Jahre Heinz Erhardt - Die besten Gags, die schönsten Sketche : Lui-même
- 2009 : Udo Jürgens - Die Geburtstagsgala : Lui-même
- 2013 : Heino - Made in Germany : Lui-même
- 2014 : Udo Jürgens - Mitten im Leben : Lui-même
- 2015 : Bambi Verleihung 2015 : Lui-même
- 2015 : Otto: Geboren um zu blödeln : Lui-même
- 2016 : Die Höhle von Eppendorf - Das legendäre Onkel Pö : Lui-même
- 2016 : Udo und ich - Ganz mein Ding : Lui-même

### Réalisateur

#### Cinéma
- 1985 : Otto – Der Film
- 1987 : Otto – Der neue Film (de)
- 1989 : Otto – Der Außerfriesische (de)
- 1992 : Otto – Der Liebesfilm (de)

#### Télévision
Séries télévisées
- 1982 : Ronny's Pop Show

'
Téléfilms
- 1981 : Ein neues Programm von und mit Otto Waalkes
- 1983 : Hilfe, Otto kommt!

### Producteur

#### Cinéma
- 2004 : 7 Zwerge
- 2006 : 7 Dwarves: The Forest Is Not Enough
- 2010 : Otto's Eleven
- 2014 : The Seventh Dwarf
- 2015 : Potato Salad

#### Télévision
Téléfilms
- 1983 : Hilfe, Otto kommt!

### Scénariste

#### Cinéma
- 1985 : Otto – Der Film
- 1987 : Otto – Der neue Film (de)
- 1989 : Otto – Der Außerfriesische (de)
- 1992 : Otto – Der Liebesfilm (de)
- 2000 : Otto - Der Katastrofenfilm
- 2001 : Kommando Störtebeker
- 2004 : 7 Zwerge
- 2006 : 7 Dwarves: The Forest Is Not Enough
- 2010 : Otto's Eleven
- 2014 : The Seventh Dwarf

#### Télévision
Séries télévisées
- 1993 : Ottifanten
- 1995 : Otto - Die Serie

Téléfilms
- 1973 : Die Otto Show
- 1975 : Otto - Das 3. Programm
- 1977 : Otto V
- 1978 : Die Otto Show VI
- 1979 : Die Otto-Show VII
- 1981 : Ein neues Programm von und mit Otto Waalkes
- 1983 : Hilfe, Otto kommt!
- 2008 : Happy Otto! Wir haben Grund zum Feiern...

### Compositeur

#### Cinéma
- 1987 : Otto – Der neue Film (de)
- 1992 : Otto – Der Liebesfilm (de)
- 2015 : Potato Salad